# Byron Wolford
Byron „Cowboy” Wolford (ur. 14 września 1930, zm. 13 maja 2003) – amerykański kowboj biorący udział w rodeo oraz zawodowy pokerzysta.
W 1991 wygrał bransoletkę w turnieju $5.000 limit Texas Hold’em, gdzie pokonał Erica Seidela. Siedem lat wcześniej zajął drugie miejsce w Main Evencie przegrywając z Jackiem Kellerem, za co wygrał $264.000.
Oprócz tego, Wolford zwyciężył w turnieju $10.000 No Limit Deuce-to-Seven Draw podczas pierwszej edycji Super Bowl of Poker.
Jego wygrane w turniejach wyniosły $1.012.500, z czego $737.410 w turniejach WSOP. Jest autorem książki „Cowboys, Gamblers & Hustlers: The True Adventures of a Rodeo Champion & Poker Legend.”